# Гонсалвес, Бруно
Бру́но Гонса́лвес де Жезу́с (порт.-браз. Bruno Gonçalves de Jesus; родился 14 марта 2003), также известный как просто Бруно или Бруни́ньо — бразильский футболист,  нападающий клуба «Ред Булл Брагантино», выступающий на правах аренды за клуб «Серкль Брюгге».

## Биография
Воспитанник футбольной академии «Ред Булл Брагантино». Играл за команду «Ред Булл Бразил» во втором дивизионе Лиги Паулиста. В октябре 2020 года был включён в список 60 самых талантливых футболистов 2003 года рождения, составленный газетой «Гардиан». В том же месяце он подписал контракт с «Ред Булл Брагантино» до октября 2023 года.
14 августа 2021 года дебютировал в основном составе «Ред Булл Брагантино» в матче бразильской Серии A против «Жувентуде», выйдя на замену Алеррандро. 21 октября 2021 года забил свой первый гол за «Ред Булл Брагантино» в матче против «Интернасьонала».
В сентябре 2021 года «Ред Булл Брагантино» впервые в своей истории вышел в финал международного турнира — Южноамериканского кубка. Бруниньо в этой кампании ни разу не появлялся на поле, но был в заявке в финальном матче.
В 2019 году сыграл в трёх товарищеских матчах сборной Бразилии до 16 лет.

## Титулы и достижения
- Финалист Южноамериканского кубка (1): 2021 (не играл)